# جون اولسن (أستاذ جامعي)
جون اولسن (بالنرويجية البوكمول: Johan P. Olsen)‏ هو أكاديمي نرويجي، ولد في 14 أغسطس 1939 في ترومسو في النرويج.

## وصلات خارجية
- جون اولسن على موقع الموسوعة البريطانية (الإنجليزية)